# Abadía de San Andrés de Espinareda
La abadía de San Andrés de Vega de Espinareda es un antiguo señorío eclesiástico y jurisdicción de España, y un monasterio situado en Vega de Espinareda (León, España).
No se conoce la fecha exacta de los orígenes del edificio, es posible que la primera edificación, de la que no quedan restos, datara de finales del siglo IX o comienzos del X. La actual edificación (es la tercera reconstrucción), fue comenzada según el epígrafe de la fachada en el año 1778 y terminada en 1780. Además fue un templo que contaba con un convento y una escuela; esta última se encuentra cerrada desde el año 1995.

## Historia
Construido en una fecha incierta por monjes provenientes del monasterio de Ageo, ubicado en Zamora, siguiendo a San Genadio. Fue mucho más próspero que otros monasterios gracias a la fertilidad de las tierras circundantes al río Cúa y, en mayor medida, a los favores que recibió la abadía por parte de los privilegios otorgados por los reyes de León gracias a que el monasterio desde sus inicios fue el elegido de la alta nobleza. Por esta razón, el monasterio recibió tierras, donaciones, herencias y favores de la familia real.
Los monjes eran los terratenientes de la época con explotaciones agrícolas y ganaderas y poder político gracias a los vastos territorios jurisdiccionales que poseían. El punto máximo de su poder lo alcanzaron en el siglo XVI, cuando los abades se convertirían en obispos de Granada o en lugares exóticos como en Grecia.
En el año 1283 el monasterio sufre un gran incendio, por lo cual varios obispos del Reino de León, Zamora, Badajoz, Coria y Astorga se comprometieran a contribuir con su reparación.
Ya en el siglo XVIII su poderío disminuyó con la distribución de la riqueza del monasterio, por parte de los abades y el desvío hacia sus familiares. Posteriormente, la Desamortización de 1836 fue la que desposeyó al monasterio de todas sus tierras, con excepción de una pequeña huerta y el bosque de robles cercano, causando la ruina y abandono del monasterio. También en el siglo XVIII es cuando se produce otra reparación general del edificio, brindándole el actual estilo neoclásico.

## Antigua jurisdicción

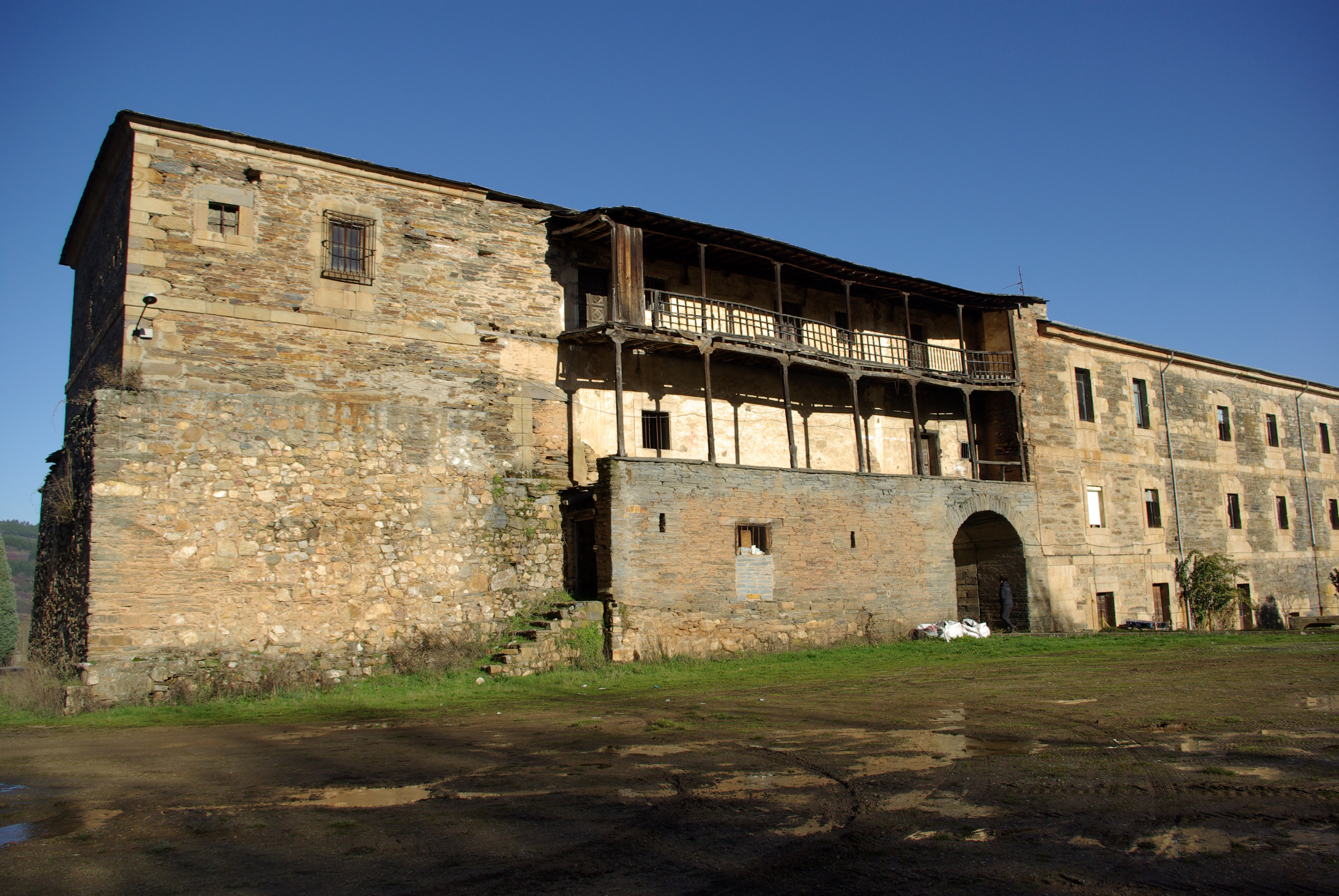
Fachada Sur del monasterio.

Tal como figura en el censo de las provincias ordinarias y partidos, de Tomás González Hernández, archivero de Simancas, copiado fielmente de un libro intitulado Libro del repartimiento que se hizo de los ocho millones (de donativo) en virtud de las averiguaciones que se hicieron de las vecindades del Reino el año 1.591 para desde el año 1.594 en adelante (Libro de los millones).
Según este censo, la abadía de San Andrés de Vega de Espinareda tenía los siguientes pueblos bajo su jurisdicción:
- La Vega
- Penaselo
- San Martino de Moreda
- Bustergo
- Pancañedo
- Finolledo
- Ocero
- Villar de Otero
- Castellanos
- Santa Marina
- Bárcena
- Trascastro
- Tombrio de Abajo
- Laguiera
- Fresne del Otero
- Fabero
- Lillo del Bierzo
- San Pedro de Olleros
- Burbia
- San Miguel de Argancia
- Panillo
- Retuerta
- San Vicente
- Cano
- Prado
- Saucedo
- Berlanga
- Fontoria
- San Juan de la Mata
- Moreda

En total, contaba con 1258 vecinos.